# テイラー・フィニー
テイラー・フィニー（Taylor Phinney、1990年6月27日 - ）は、アメリカ合衆国、ボルダー出身の自転車競技選手。

## 経歴
父・デイヴィス・フィニーは、1984年のロサンゼルスオリンピック・団体ロード銅メダリストで、元プロロードレース選手。母・コニー・カーペンターもまた、1984年のロサンゼルスオリンピックに出場し、五輪女子個人ロードレースの初代金メダリストに輝いた他、スピードスケート選手として、1972年札幌オリンピックにおいて、1500mの出場経験を持つ。

## 主な戦績

### 2007年
- メキシコのアグアスカリエンテスで行なわれた、ジュニア世界選手権自転車競技大会の個人タイムトライアル（ITT）で優勝。

### 2008年
- 個人追い抜きのジュニア世界一（南アフリカ・ケープタウン）を経験した。
- 北京オリンピック・個人追い抜きにも出場。7位入賞を果たした。
- 2007年 - 2008年シーズンのトラックワールドカップ、ロサンゼルス大会の個人追い抜き優勝。

### 2009年
- ポーランドのプルシュクヴで開催された世界選手権・個人追い抜きで優勝。
- なお、2009年シーズンより、アクセル・メルクスが監督を務める、アメリカ籍のトレック・ライヴストロングに加入。

### 2010年
- ツール・ド・ラブニール 区間1勝(プロローグ)
- 世界選手権・個人追抜連覇。オムニアム3位。
- アメリカ合衆国選手権・個人タイムトライアル優勝。
- 世界選手権・U23部門個人タイムトライアル 優勝

### 2011年
- エネコ・ツアー
  - 総合4位
  - プロローグ優勝
- ロードレース世界選手権・ITT 15位

### 2012年
- ジロ・デ・イタリア
  - 区間1勝(第1=ITT)
- ロンドンオリンピック
  - 個人ロード 4位
  - ITT 4位
- ロードレース世界選手権
  - TTT 2位
  - ITT 2位
- クロノ・デ・ナシオン 3位

### 2013年
- ツアー・オブ・カタール 総合3位
- ミラノ〜サンレモ 7位
- ジロ・ディ・トスカーナ 3位

### 2014年
- ドバイ・ツアー 総合優勝（第1ステージ・個人タイムトライアル優勝）、新人賞
- ツアー・オブ・カリフォルニア 区間優勝(第5ステージ)
- アメリカ合衆国選手権・個人タイムトライアル優勝

### 2015年
- USA・プロ・サイクリング・チャレンジ 区間優勝(第1ステージ)
- アメリカ合衆国選手権・チームタイムトライアル優勝

### 2016年
- ティレーノ〜アドリアティコ 区間優勝(第1ステージ・チームタイムトライアル)
- アメリカ合衆国選手権・個人タイムトライアル優勝
- エネコ・ツアー 区間優勝(第5ステージ・チームタイムトライアル)

### 2019年
- ツアー・コロンビア 区間優勝(第1ステージ・チームタイムトライアル)